# Caso Sandline

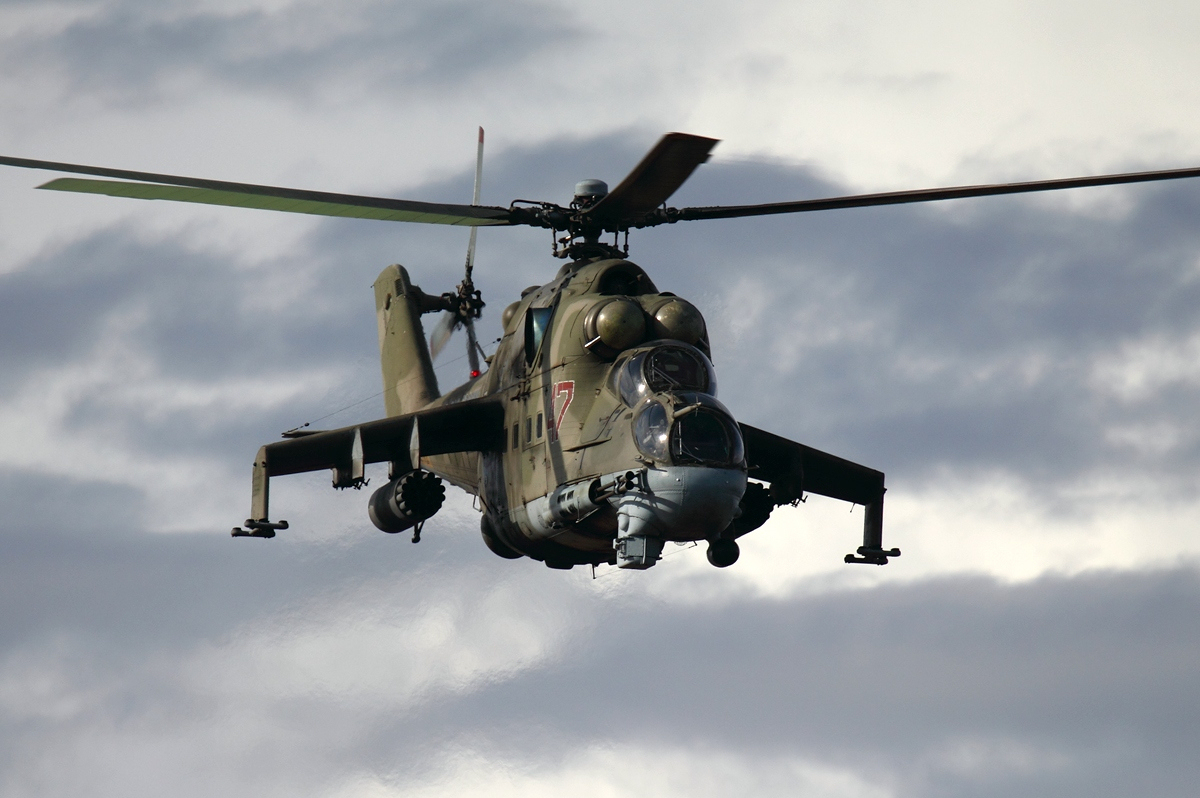
Helicóptero Mil Mi-24 semelhantes àqueles trazidos pela Sandline.

O caso Sandline foi um escândalo político que se tornou um dos momentos decisivos na história de Papua-Nova Guiné e, particularmente, no conflito em Bougainville. O caso derrubou o governo de Sir Julius Chan e levou Papua-Nova Guiné à beira de uma revolta militar. O evento foi batizado em homenagem à Sandline International, uma força militar privada sediada no Reino Unido.
Depois de chegar ao poder em meados de 1994, o primeiro-ministro Chan fez várias tentativas para resolver o conflito de Bougainville por meios diplomáticos. No final das contas, elas não tiveram sucesso, devido ao repetido fracasso dos líderes bougainvilleanos Francis Ona, Sam Kauona e Joseph Kabui em chegar às negociações de paz programadas. Em novembro de 1994, Chan tentou estabelecer o Governo de Transição de Bougainville, sob o comando de um bougainvilleano moderado, Theodore Miriung. No entanto, isso também estava fadado ao fracasso, pois Ona, Kauona, Kabui e outros optaram por não participar. Esta foi a gota d'água para Chan, e ele decidiu resolver o conflito usando a força militar.

## Primeiras reuniões
O ministro da defesa de Chan, Mathias Ijape, solicitou assistência logística da Austrália e da Nova Zelândia, em preparação para um ataque à ilha. No entanto, ambas as nações se recusaram a fornecer qualquer assistência militar. A decisão foi então tomada para investigar o uso de mercenários. Por meio de alguns contatos no exterior, Ijape foi colocado em contato com Tim Spicer (um ex-tenente-coronel da Guarda Escocesa) que havia fundado recentemente a Sandline International, uma empresa especializada no fornecimento de armas, equipamentos e contratados para participar de conflitos.
Spicer tentou persuadir o chefe da Força de Defesa de Papua-Nova Guiné (PNGDF), Jerry Singirok, a apoiar a compra de um pacote de equipamento militar que ele havia discutido anteriormente com Ijape. Singirok rejeitou a ideia e se concentrou em prosseguir com um ataque planejado à ilha, com o codinome "Operação High Speed II". No entanto, a operação foi um fracasso total e, em seis dias, as forças de Papua-Nova Guiné haviam se retirado da ilha.
Mais tarde naquele ano, Spicer conheceu Chris Haiveta, vice-primeiro-ministro de Papua-Nova Guiné, e o convenceu dos benefícios de usar mercenários Sandline para encerrar o conflito de Bougainville permanentemente, neutralizar o Exército Revolucionário de Bougainville e reabrir a polêmica mina de cobre de Panguna. Enquanto Singirok ainda se recusava a negociar com Spicer, Haiveta o convidou a visitar o país e fazer um balanço da situação. Ele o fez em dezembro de 1996 e recebeu 250.000 dólares como resultado. Ele estimou que os mercenários Sandline poderiam fazer o trabalho por um total de 36 milhões de dólares .

## As negociações oficiais começam
Em 8 de janeiro de 1997 Tim Spicer teve sua primeira reunião com o primeiro-ministro Chan. Spicer conseguiu convencer Chan de que a Sandline poderia ajudar na retomada de Bougainville antes das próximas eleições. Eles concordaram que a Sandline forneceria 44 militares das forças especiais, principalmente britânicos, sul-africanos e australianos, para lutar ao lado dos militares da PNGDF. Os 36 milhões de dólares nunca foram votados por todo o Gabinete do Parlamento, mas sim pelo secreto Conselho de Segurança Nacional. Metade deveria ser paga adiantado, com a outra metade após o término da missão. O dinheiro veio de cortes para vários ministérios, incluindo os departamentos de educação e saúde.
A Sandline havia subcontratado a maior parte de sua equipe para a missão de Bougainville por meio da Executive Outcomes, uma fornecedora de mercenários sul-africana. Os primeiros mercenários chegaram em um voo da Air Niugini de Singapura em 7 de fevereiro de 1997. Depois de uma semana, um total de 44 chegaram, 8 do Reino Unido, 5 da Austrália e o restante da África do Sul.
Nesse ínterim, uma série de reuniões foram realizadas entre o vice-primeiro-ministro Haiveta, Tim Spicer, e várias outras figuras, com relação à compra da participação do CRA na empresa Bougainville Copper Limited, proprietária da mina de Panguna, que ficava no coração do conflito de Bougainville. Em 19 de fevereiro de 1997, o primeiro-ministro Chan mencionou ao ministro das Relações Exteriores australiano Alexander Downer que Papua-Nova Guiné estava trazendo mercenários para "fins de treinamento". Downer condenou a ação, e foi particularmente oposto à sua utilização em Bougainville. Em 10 de fevereiro, a manobra vazou para o jornal The Australian.

## O caso torna-se público
A agitação pública imediata na Austrália foi maior do que Chan esperava. Embora tenha movido brevemente o povo da Papua-Nova Guiné a apoiar a ideia, o furor internacional também aumentou a aversão que Jerry Singirok tinha pelo negócio da Sandline. Quando voltou de uma visita às Filipinas em 27 de fevereiro, ele estava decidido. Ele condenou o governo por deixá-lo, como chefe da Força de Defesa de Papua-Nova Guiné (PNGDF), fora do circuito, e condenou o fato de Spicer ter mais acesso ao governo do que ele. Na semana seguinte, ele fez planos para o Opareisen Rausim Kwik (Tok Pisin: "livre-se deles rápido"). Em 8 de março, ele pediu ao Major Walter Enuma que comandasse a operação. Enuma concordou.
Nos dias seguintes, o governo australiano tentou em vão persuadir o governo de Papua-Nova Guiné a não prosseguir com o acordo mercenário. Na noite de 16 de março de 1997, a revolta começou. Soldados da PNGDF foram abordados por líderes da ONG Solidariedade Melanésia (Melanesian Solidarity, MELSOL). Jonathan O'ata e Peti Lafanama queriam consolidar um protesto civil de ONGs militares contra a decisão de Chan-Haiveta de envolver os mercenários Sandline. Quando a noite acabou, todo o bando de mercenários Sandline foi desarmado e preso. O primeiro-ministro Chan não descobriu até a manhã seguinte. Naquela manhã, Singirok acusou Chan, Ijape e Haiveta de corrupção e deu-lhes 48 horas para renunciarem. Ele também negou veementemente as acusações de que pretendia tomar o poder sozinho. Chan recusou-se a renunciar e, no mesmo dia, demitiu Singirok do cargo de Comandante da PNGDF, substituindo-o pelo polêmico Coronel Alfred Aikung. As ONGs ativaram um protesto nacional em apoio ao General Singirok.
As armas, incluindo helicópteros de ataque Mil Mi-24, aeronaves leves com motor a pistão, armas portáteis militares e 600 caixas de munição, foram enviadas em um avião gigante Antonov An-124 Ruslan. O Antonov foi apreendido na Tailândia por uma semana depois que as autoridades de Papua-Nova Guiné se recusaram a permitir que o avião pousasse. Diplomatas australianos e chefes de defesa e inteligência estiveram envolvidos em negociações secretas por dias com a Sandline e os governos de PNG e da Tailândia antes de concordarem em aceitar as armas para armazenamento na Austrália. O Antonov foi autorizado a voar para a base da RAAF em Tindal, perto de Katherine, até que o governo de PNG providenciou para que o material fosse devolvido à Sandline. Os dois helicópteros de ataque permaneceram armazenados na Base da RAAF em Tindal até 2016, quando foram enterrados no local do aterro de Shoal Bay perto de Darwin devido à sua degradação e possível contaminação, por exemplo com amianto, e ao custo de envio para qualquer lugar.

## O impasse militar começa
Singirok afirmou que aceitaria a decisão de demiti-lo e instou seus soldados a apoiarem a sua substituição. Chan disse à comunicação social que Singirok foi neutralizado e seria preso. Ele também alegou que Singirok tentou um golpe, mas não teve o apoio de seus homens. No entanto, o otimismo de Chan acabou sendo prematuro. Os soldados no quartel central de Murray começaram a desobedecer às ordens e unidades policiais tiveram que ser enviadas de fora da capital, Port Moresby. Dois dias depois, um boicote às aulas começou na Universidade de Papua-Nova Guiné em apoio a Singirok. Multidões de civis bloquearam as estradas ao redor do quartel e boatos sobre bombas fecharam departamentos do governo. Chan ainda continuou a insistir que estava no controle total e acusou Singirok de um complô para manipular o preço do cobre. No dia seguinte, os protestos se tornaram violentos e começaram os saques. A situação ficou mais sombria para Chan quando o governador-geral, Sir Wiwa Korowi, divulgou um anúncio de jornal que também acusava o governo de corrupção generalizada. Outros dois dias viram Port Moresby quase parar.
Os protestos continuavam a aumentar a cada dia, e a polícia e o exército se enfrentavam, com o exército sob ordens estritas do Major Enuma para manter suas posições e a polícia parecia não ter pressa em confrontar o exército. Enuma também instruiu o exército a interromper os saques. O governo australiano enviou emissários a Port Moresby e ameaçou retirar totalmente a ajuda financeira se o acordo Sandline não fosse cancelado. Relutantemente, Chan cancelou o negócio e anunciou um inquérito. Embora isso significasse que Singirok e Enuma haviam cumprido um de seus principais objetivos, eles continuaram a exigir a renúncia de Chan, Ijape e Haiveta. Em 21 de março, todo o pessoal da Sandline, com exceção de Tim Spicer, que permaneceu para prestar depoimento no inquérito, foi retirado de Papua-Nova Guiné.
Apesar do cancelamento do contrato da Sandline, a situação da segurança continuou a fugir do controle do governo. O comandante interino, Alfred Aikung, foi atacado e seu veículo foi queimado. Aikung posteriormente fugiu para se esconder temendo por sua vida. Chan considerou pedir uma intervenção militar estrangeira, mas Aikung o desaconselhou. O Presidente do Parlamento e ex-primeiro-ministro, Sir Rabbie Namaliu, se reuniu com Chan e Singirok, e informou a este último que duas de suas demandas foram atendidas, mas que Chan renunciaria apenas a pedido do Parlamento.

## O primeiro ministro Chan renuncia
A próxima sessão do Parlamento começou em 25 de março, e Bill Skate, então governador de Port Moresby, estava pronto para apresentar uma moção pedindo a renúncia de Chan. Na noite de 24 de março, vários membros abandonaram o governo Chan, e a capital mais uma vez parou. Os soldados no Quartel de Murray exigiram poder marchar contra o Parlamento, mas Enuma recusou veementemente. Grandes multidões começaram a se reunir fora do Parlamento. A polícia tentou impedir os alunos de chegarem ao Parlamento, mas os soldados os escoltaram para dentro. Lá dentro, Sir Michael Somare alterou a moção de Skate, de modo que apenas convocou Chan a renunciar durante o período do inquérito. Seguiu-se um debate acirrado, com o Parlamento dividido. No final, Chan percebeu que sua posição era desesperadora. Ele espalhou a palavra dentro do Parlamento que se os membros o apoiassem, ele renunciaria de qualquer maneira. O Parlamento votou contra a moção.
A multidão do lado de fora, ao ouvir a notícia, começou a se revoltar. Eles não tinham ouvido falar que Chan planejava renunciar de qualquer maneira. A polícia aconselhou os parlamentares a permanecerem dentro do Parlamento, pois não poderiam ser evacuados com segurança. Chan e Haiveta tiveram que se disfarçar e então correram em um carro da polícia. Durante toda a noite, o impasse continuou, com os parlamentares temendo serem presos. Embora muitos soldados continuassem a exigir a entrada no prédio, Enuma resistiu a seus soldados e os convenceu a permanecerem em suas posições. Ele também se dirigiu ao Parlamento, garantindo-lhes que não haveria um golpe militar. Enuma tentou ordenar que os soldados voltassem aos quartéis e que a multidão se dispersasse, mas eles permaneceram até o Parlamento começar a se reunir novamente na manhã seguinte. Naquela manhã, Chan demitiu Ijape e Haiveta e então renunciou.
Bill Skate, que havia movido a moção contra Chan, substituiu-o como primeiro-ministro em 22 de julho após uma eleição federal, (Giheno assumiu a função de PM interino até 2 de junho, quando Chan foi novamente promovido a PM por suas últimas seis semanas do termo). Sob Skate, o processo de paz continuou e, um ano após o caso Sandline, um tratado estava em vigor, o qual desde 2004 permanece intacto. Seguiram-se várias investigações sobre o caso. Jerry Singirok foi reconduzido ao cargo anterior como chefe da PNGDF em 1998, mas foi demitido novamente em 2000 por acusações decorrentes do incidente. No entanto, em abril de 2004, Singirok foi formalmente absolvido de todas as acusações contra ele durante os eventos de fevereiro e março de 1997.